# Málaga del Fresno
Málaga del Fresno est une municipalité d'Espagne de la province de Guadalajara dans la communauté autonome de Castille-La Manche.